# Katatonia
Katatonia é uma banda sueca de doom metal formada em 1991 por Jonas Renkse (que usava o nome artístico Lord Seth) e Anders Nyström (que também tinha nome artístico denominado Blackheim).
A banda tem uma página importante na história do gênero chamado Doom Metal, tendo seu trabalho como referência do estilo, junto aos de outras bandas. Entretanto, assim como os companheiros Anathema e Paradise Lost, foi dando passos em direção ao gothic metal, com um som mais leve e vozes limpas, começando no disco Discouraged Ones (1998). Outra mudança foi sentida em Viva Emptiness em 2003, onde a música concentra-se mais na melodia e nas vocalizações de Jonas Renkse, abordando um som mais próximo do rock/metal alternativo.

## História

### O gênese
Formada em 1991 em Estocolmo, Suécia, a banda Katatonia foi fundada pelos amigos de longa data Anders Nyström e Jonas Renkse. Após vários anos de composições, ensaios e gravações caseiras, a banda começava a colher os primeiros frutos do seu trabalho, com o lançamento da demo-tape intitulada Jhva Elohim Meth (1992) gravada no estúdio sueco Gorysound Studios, esta produzida pelo multi-instrumentista Dan Swanö.
A demonstração esgotou imediatamente, e o Katatonia chamou a atenção da alemã Vic Records. Esta lançou o Ep intitulado Jhva Elohim Meth - the Revival. Com o lançamento deste disco, o trabalho é rapidamente reconhecido. A dupla agora precisava de novos músicos para agregar à banda, para expandi-la. Assim, o baixista Guillaume Le Huche (nome artístico de Israphel Wing) foi recrutado para iniciar os primeiros testes ao vivo.
No final de 1992 a banda assina com a gravadora Unisound (antes Gorysound), e em 1993 começam as gravações do primeiro disco de estúdio Dance of December Souls, produzido pela própria banda e por Dan Swanö. Parecia que o álbum nunca veria a luz do dia, mas assim que foi lançado  em Dezembro de 1993, o álbum  caiu nas graças da crítica e do cenário heavy-metal da Europa, tornando-se um clássico do Doom Metal.
Em 1994 a italiana Avantgarde Music assediou a banda para que compusessem algumas músicas que seriam lançadas em uma compilação. Mas as canções acabaram sendo lançadas em um ep intitulado For Funerals to Come (1995). Canções como Funeral Wedding e Shades Of Emerald Fields mostram o mesmo som lapidado em Dance of The December Souls, mas muito mais maduro, com uma leve sutileza: a experiência acumulada pelos shows ao vivo.
Este ano foi realmente conturbado para a banda. Anders Nyström e Jonas Renkse encontravam problemas em encontrar uma formação definitiva e estável para o Katatonia, o que fez dedicarem muito mais tempo a outros projetos. Jonas Renkse estava altamente envolvido com seu outro projeto, o October Tide, enquanto Anders Nyström dividia sua criatividade entre as bandas Diabolical Masquerade e Bewitched.

### Um novo começo

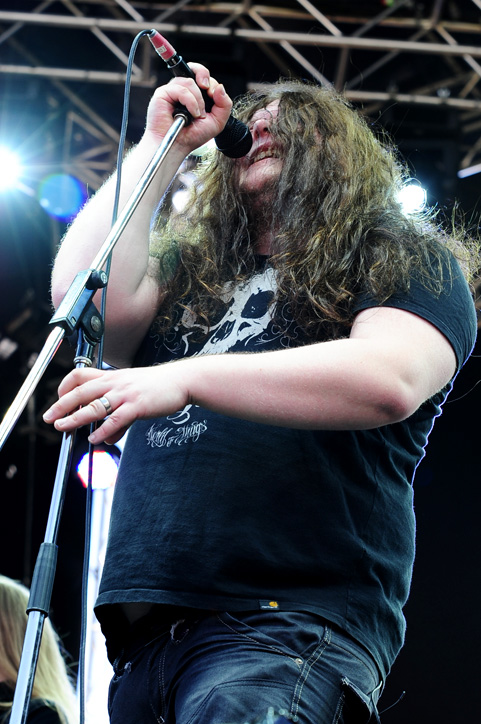
Jonas Renkse em 2010

Frustrados com o abandono do futuro inexplorado do Katatonia e um pouco incomodados a tristeza que o assunto trazia, os amigos decidiram voltar atrás, agora tentando uma nova abordagem para a banda no início 1996. Agora com um novo membro definitivo, o guitarrista do October Tide Fred Norrman, bateram na porta sempre aberta da Unisound. Banda e gravadora entram em numa intrincada teia de ideias e visões complexas, mas até então nenhuma canção tinha sido escrita e arranjada.
Após duas semanas de gravações, testes de arranjos, melodias e conceitos, o Katatonia emergiu novamente com o disco de estúdio Brave Murder Day. Mikael Åkerfeldt, da também banda sueca Opeth, foi convidado a gravar o canto, principalmente partes mais guturais, pois Jonas Renkse havia declarado que a sua voz já não tinha o mesmo timbre para este tipo de cantor. Agora, banda reinventara seu timbre, sua música, e este álbum prova ser uma influência que muitas bandas se inspirariam posteriormente.
Após terem viajado com sucesso à Europa pela primeira vez em outono de 1996, a banda já estava ansiosa para entrar novamente em estúdio para gravar o novo material.
Diante do fato de que a gravadora Unisound havia fechado as portas, a única escolha era o Sunlight Studios, situado em Estocolmo. Com plena liberdade para  mostrar a sua originalidade e experimentação, a banda sentiu-se a vontade para compor e o resultado seria o  mini-álbum Sounds of Decay, ainda pela Avantgarde Music. Produzido pela banda e mixado por Tomas Skogsberg, este disco tem algumas reminiscências sonoras de Brave Murder Day, em parte por ainda trazer Mikael Åkerfeldt em dueto com Jonas Renske.
No auge da criatividade, Anders Nyström, Jonas Renkse e Norrman começavam a definir a banda.
O novo membro seria o  baixista Mikael Oretoft, retornando à todo vapor em 1997 para lançar o seu terceiro álbum de estúdio, Discouraged Ones, e agora com um reavivamento da fase antiga da banda com Jonas Renkse outra vez ocupando seu papel clássico como baterista e ainda cantando.

### Mudança de ventos
Åkerfeldt moveu-se da posição de ‘vocalista de gritos primais’ para a de produtor e backing vocal. Neste disco nós começamos a sentir o real valor da nova voz de Jonas Renkse, em um estilo vocálico mais limpo e distinto. Mover em 180 graus a sua musicalidade soava meio arriscado para a banda, mas a qualidade da música neste álbum superou as expectativas. As tendências Doom Metal (estilo de vida) que floresciam de sua música dão lugar a melodias contemporâneas, com letras tratando de sentimentos da perda e de desolação, de desespero e de esperança. Neste álbum a banda emerge definitivamente no estilo Doom Metal
A gravadora britânica Peaceville tinha fama de trazer à tona várias bandas novas, mas Discouraged Ones fez com que a companhia se apaixonasse pelo música dinâmica fora de rótulo do Katatonia, propondo um negócio a longo prazo: a gravação de cinco álbuns. E a banda que tinha muitas de suas bandas preferidas sob a asa da Peaceville, aceitou a empreitada e voltou a atuar como trio, começando a trabalhar em seu quarto álbum de estúdio: Tonight's Decision (1999).
Neste álbum, a banda volta ao Sunlight, ainda com Åkerfeldt, co-produzindo e nos backing-vocals e com a ajuda do experiente Skogsberg na mixagem. O velho amigo e antigo produtor Dan Swanö trouxe um convidado para as baquetas – permitindo que Jonas Renkse se concentrasse mais nas partes melódicas de sua voz, mais incríveis a cada dia. Com a forte distribuição internacional e suporte que tinha na Peaceville, o Katatonia viu sua popularidade montar dimensões inimagináveis. No fim daquele ano a banda viajou em turnê pela Escandinávia, abrindo os shows de legendárias como Paradise Lost, contando com os novos integrantes: o irmão de Fredrik, Mattias Norrman no baixo e Daniel Liljekvist na bateria.
Ocupados por todo o ano 2000 gravando o quinto disco e visitando Polónia e os E.U.A, abrindo os concertos dos amigos do Opeth em diversos festivais, o Katatonia lança o álbum Last Fair Deal Gone Down no início do verão de 2001. Precedido por um CD de três canções: a canção título do single chama-se Teargas, música do álbum Last Fair… e outras duas compostas especialmente para o single: Sulfur e March 4.
Jonas Renske firmava-se a cada dia como um dos vocalistas mais honestos e mais distintos da cenário musical da Suécia. Havia vulnerabilidade em sua performance vocal que incitava-nos crer em cada palavra, numa época da música onde segundo os fãs e artistas mais esclarecidos, eram tempos de "falsificação musical". Guiados pelo excelente trabalho de guitarra do gênio Anders Nyström, o Katatonia levava a música dark e gótica aos limites mal iluminados da modernidade, com uma abordagem contemporânea, angariando seguidores por onde se apresentavam.
Após o sucesso do festival Peacefest em março 2000, o Katatonia voltou ao Reino Unido em maio e embarcou em uma mini-turnê como banda principal. Empolgados com a reação das multidões, voltaram rapidamente para abri novamente os concertos do Opeth na Europa e no Reino Unido, e ao mesmo tempo lançando um segundo Ep em 2001, chamado Tonight’s Music, faixa também retirada do álbum Last Fair Deal Gone Down. O EP ainda inclui duas canções exclusivas: Help Me Disappear, e How I Enjoy the Light.
O ano de 2002 foi tranquilo, e a banda se concentrou bastante no processo de composição, arranjo e mixagem do próximo álbum. Finalmente em 2003 seria lançado o novo álbum: Viva Emptiness, gravado no sombrio  inverno sueco no 301 studios em Estocolmo e no Fascination Street em Örebro, produzido por Anders Nyström e Jonas Renkse e mixado por Jens Bogren. Novamente a banda  mostrava que não havia estagnado, mostrando ainda mais evolução, muito mais próxima do rock alternativo, do psicodélico, mas com ainda mais peso e densidade nas composições. Logo após o lançamento foi iniciada um excursão na Europa com o mesmo título durante os meses de abril e maio em 2003.

### Fama, consagração

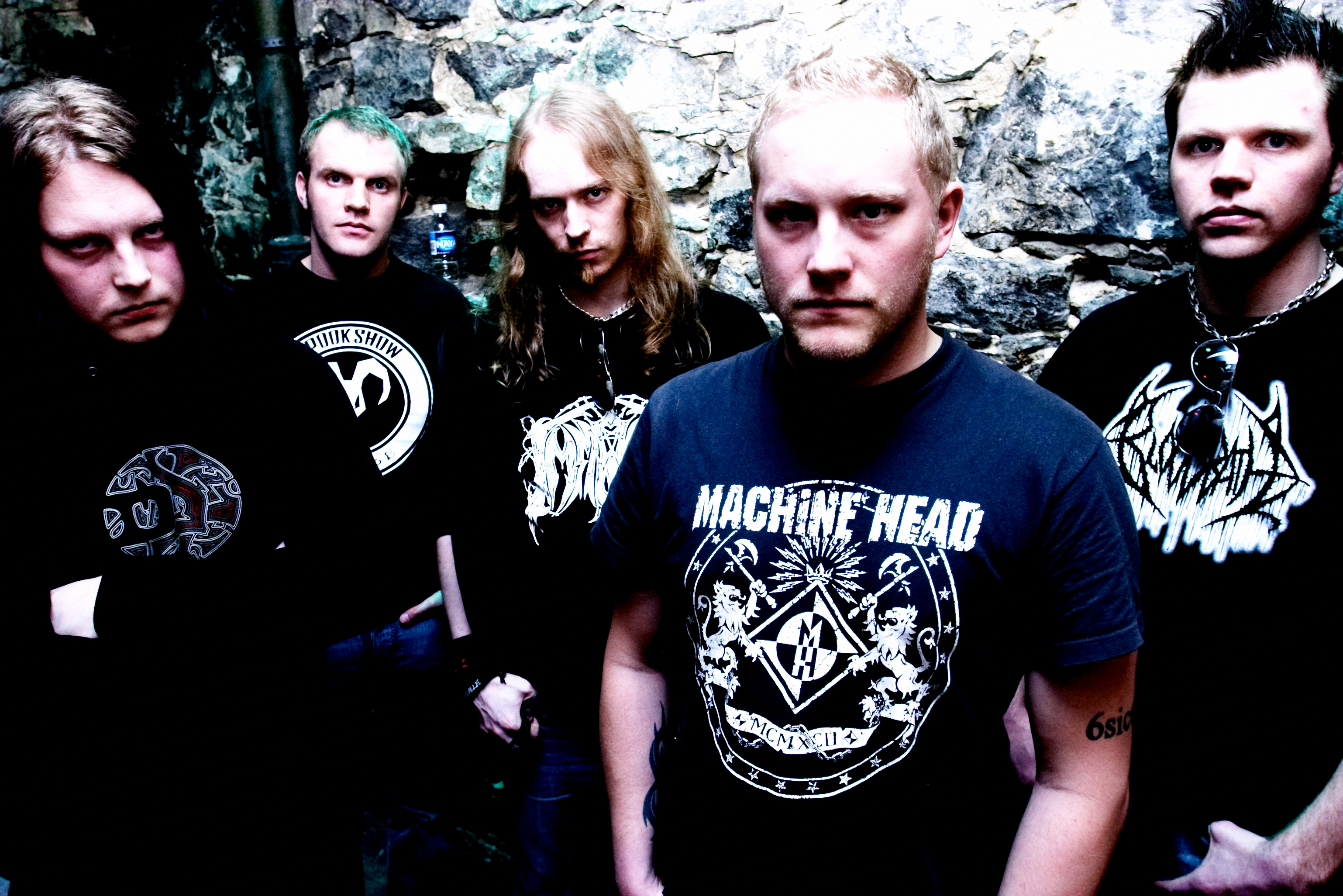
Foto promocional de 2004

Em 2004 o Katatonia viajou até à Escandinávia duas vezes, fez uma excursão europeia e participou em festivais ao redor do mundo. Terminadas as turnês, a banda começa a trabalhar na próxima obra de arte.
Em 2005 foram lançados dois álbuns de compilações da banda. O primeiro a ser lançado foi pela Avantgarde Music, intitulado Brave Yester Days, que trazia um panorama  musical da banda entre 1992 e 1997, incluindo mais dois registros, antes lançados em EP , demos, e outras raridades. O segundo, lançado pela gravadora Peaceville, intitulado The Black Sessions, compilação que continha dois discos gravações clássicas, registradas no período de 1998 à 2004, mais um concerto ao vivo em DVD da turnê de 2003 do álbum Viva Emptiness, gravado na Polônia. Nesta coleção também foram incluídos vários lados B, que continham as melhores músicas dos álbuns Discouraged Ones e Viva Emptiness (com a adição de Wait Outside, faixa não aproveitada no álbum Viva Emptiness).
De novo na estrada em março, a banda faz um turnê na Europa. Jonas Renkse e Anders Nyström voltam para casa para completar o processo de mixagem e gravação do próximo álbum. No fim do ano a banda toca na Rússia pela primeira vez em sua carreira, em duas grandes cidades para uma multidão que havia esperado mais de uma década para assisti-los. Sucesso e concertos lotados foi o que a banda trouxe de lembrança da ex-república soviética.
No início do ano de 2006, o Katatonia escolhe My Twin como canção de trabalho nas rádios e na mídia, lançando um videoclipe para a mesma dirigido por Charlie Granberg. A canção foi retirada do sétimo álbum da banda intitulado The Great Cold Distance registrado no verão de 2005 nos estúdios Fascination Street em Örebro, na Suécia.
Produzido por Anders Nyström e Jonas Renkse e co-produzido e mixado por Jens Bogren e David Castillo, The Great Cold Distance com é um álbum certamente trabalho mais dinâmico da história da banda, segundo a mídia. Jonas Renkse explica: "The Great Cold Distance fala da distância que é necessária para viajar pelos corredores da desilusão e do vexame que o ser humano provoca a si mesmo. Este álbum só ajudará apenas a aumentar a frieza entre nós. Mostra-nos uma vida maldita e sem esperança. É o que encontrarão em cada acorde deste álbum".

## Integrantes

### Atuais
- Jonas Renkse - Canto (1991-presente), guitarra (2002–presente), bateria  (1991–1994, 1996–1998)
- Anders Nyström ("Blakkheim") -  Guitarra (1991-presente), baixo (1992, 1996), teclas (1997–2005)
- Niklas  "Nille" Sandin - Baixo (2011-presente)
- Daniel Moilanen –  Bateria  (2014-presente)
- Roger Öjersson – guitarra (2016–presente)

### Anteriores
- Guillaume Le Huche ("Israphel Wing") - Baixo  (1993-1994)
- Fredrik  Norrman ("North") – Guitarra (1994, 1996–2009), baixo  (1997, 1999)
- Mikael Oretoft - Baixo  (1997–1998)
- Mattias  Norrman ("Kryptan") – Baixo  (1999–2009)
- Daniel Liljekvist - Bateria (1999-2014)
- Per Sodo Eriksson ("Sodomizer")  - Guitarra (2009-2014)

### Convidados em gravações/ao vivo
- Dan Swanö ("Day Disyraah") - Teclas  (1992–1993), vozes e bateria (convidado)  (1999)
- Mikael Åkerfeldt - Guitarra  (1993–1994),  vocais (1996-1997)
- Kenneth Englund - Bateria ao vivo (1996)
- Bruce Soord – Guitarra  ao vivo, vocais (2014)
- Tomas Åkvik – Guitarra  ao vivo  (2014–2016)

## Discografia
Discos de estúdio
- Dance of December Souls (1993) [5]
- Brave Murder Day (1996)[6]
- Discouraged Ones (1998) [7]
- Tonight's Decision (1999) [8]
- Last Fair Deal Gone Down (2001) [9]
- Viva Emptiness (2003) [10]
- The Great Cold Distance (2006) [11]
- Night Is The New Day (2009) [12]
- Dead End Kings (2012) [13]
- Dethroned and Uncrowned (2013) [14]
- The Fall of Hearts (2016)
- City Burials (2020)
- Sky Void of Stars (2023)
- Nightmares as Extensions of the Waking State (2025)